# Dolores González Catarain
María Dolores González Catarain, genannt Yoyes (* 14. Mai 1954 in Ordizia; † 10. September 1986 in Ordizia), war eine führende Persönlichkeit der baskischen Untergrundorganisation Euskadi Ta Askatasuna (ETA), die nach ihrem Austritt als „Verräterin“ ermordet wurde.

## Leben
María Dolores González Catarain wuchs während der Franco-Diktatur als zweites von neun Kindern in einem Dorf der baskischen Provinz Gipuzkoa auf. Ihr Großvater besaß einen Lebensmittelladen, von dessen Einkünften die Familie im Wesentlichen lebte.
Yoyes trat Anfang der 1970er Jahre als Siebzehnjährige der ETA bei, die damals eine wichtige politische Kraft im Widerstand gegen die Franco-Diktatur war. Sie agierte zunächst als legales Mitglied von ETA. 1973 wurde sie bei dem Versuch überrascht, aus einer Schule einen Vervielfältigungsapparat zu stehlen. Etwa zur gleichen Zeit wurde ihr Bruder, ebenfalls ein ETA-Mitglied, von der spanischen Polizei verhaftet. Yoyes entschloss sich daraufhin zur Flucht nach Frankreich, wo sie neue Aufgaben innerhalb der ETA übernahm. Nach der Spaltung der ETA im Oktober 1974 schloss Yoyes sich der radikaleren ETA militar an. Seit 1978 gehörte sie zum Exekutivkomitee von ETA militar. Gegen Ende der 1970er Jahre setzten sich innerhalb der ETA Vertreter einer neuen Linie durch, die für eine härtere und gewaltsamere Politik gegenüber dem spanischen Staat eintraten. Yoyes, die in Opposition zu dieser neuen Führung stand, trennte sich daraufhin von ETA und ging zunächst ins mexikanische Exil, wo sie Philosophie und Soziologie studierte. Seit 1984 lebte sie in Paris.
Da aufgrund eines Amnestiegesetzes juristisch nichts gegen sie vorlag, entschloss Yoyes sich 1985, das Angebot der spanischen Regierung zur Wiedereingliederung (Reinserción) ehemaliger ETA-Mitglieder anzunehmen. Im November 1985 kehrte sie zusammen mit ihrem Mann und ihrem Sohn in das spanische Baskenland zurück und ließ sich in San Sebastián nieder.

## Tod
Für die ETA-Führung galt Yoyes aufgrund ihres Arrangements mit der spanischen Regierung als „Verräterin“. Den Auftrag, sie zu ermorden erhielt das ETA-Mitglied Antonio López Ruiz, genannt Kubati. Kubati erschoss Yoyes im September 1986 während eines Festes in ihrer Heimatstadt Ordizia vor den Augen ihres dreijährigen Sohnes.
Der Mord stieß in großen Teilen der baskischen Gesellschaft auf scharfe und dezidierte Ablehnung. In Ordizia reagierten Teile der Bevölkerung mit einem spontanen Schweigemarsch. Die Beerdigung von Yoyes entwickelte sich zu einer Demonstration gegen den ETA-Terror.
Ihr Mörder Kubati wurde 1987 verhaftet und wegen 13 Morden, an denen er beteiligt war, zu insgesamt 1120 Jahren Gefängnis verurteilt. Im November 2013 wurde er nach 26 Jahren aus der Haft entlassen.

## Nachleben
Im Rückblick gilt der Mord an Yoyes als Wendepunkt in der Geschichte der ETA, weil sich erstmals auch viele Anhänger und Sympathisanten des baskischen Nationalismus von ETA abwandten.
1999 erschien der Spielfilm Yoyes der spanischen Regisseurin Helena Taberna, in dem Ana Torrent die Rolle der Yoyes spielte.